# ريكي ستون
ريكي ستون (بالإنجليزية: Ricky Stone)‏ هو لاعب كرة قاعدة أمريكي، ولد في 28 فبراير 1975 في هاملتن في الولايات المتحدة.

## وصلات خارجية
- ريكي ستون على موقعبيزبول رفرنس.كوم (الدوري الرئيسي) (الإنجليزية)
- ريكي ستون على موقعبيزبول رفرنس.كوم (الدوري الثانوي) (الإنجليزية)